# Mortal Kombat
Mortal Kombat là một nhượng quyền truyền thông của Mỹ tập trung vào một loạt trò chơi điện tử, ban đầu do công ty Midway Games phát triển vào năm 1992. Ban đầu, quá trình phát triển phần đầu tiên của trò chơi dựa trên một ý tưởng của Ed Boon và John Tobias, với sự tham gia của diễn viên Jean-Claude Van Damme, nhưng khi ý tưởng đó bị thất bại, họ quyết định lên ý tưởng khác cho một tựa trò chơi đối kháng lấy chủ đề kỳ ảo. Các nhà phát triển đã bày tỏ sự kính trọng đối với anh ấy bằng nhân vật Johnny Cage, một ngôi sao điện ảnh hư cấu có thần thái giống với Van Damme. Mortal Kombat là trò chơi đối kháng đầu tiên giới thiệu việc mở khóa một võ sĩ chiến đấu bí ẩn chỉ sau khi người chơi đáp ứng một số yêu cầu trong trò chơi.
Trò chơi gốc đã tạo ra nhiều phần tiếp theo và ngoại truyện, bao gồm một số trò chơi phiêu lưu hành động, cũng như một bộ truyện tranh và một trò chơi thẻ bài. Nhà sản xuất phim Lawrence Kasanoff đã cấp phép bản quyền cho trò chơi vào đầu thập niên 1990 và sản xuất bộ phim đầu tiên của nhượng quyền thương mại. Kasanoff cũng tham gia sản xuất bộ phim thứ hai, phim  hoạt hình truyền hình, phim truyền hình live-action, album bán chạy đạt một triệu đĩa bạch kim đầu tiên và một tour diễn live-action. Mortal Kombat đã trở thành thương hiệu trò chơi đối kháng bán chạy nhất trên toàn thế giới và là một trong nhượng quyền truyền thông có doanh thu cao nhất mọi thời đại.
Loạt nổi tiếng với hình ảnh có mức độ bạo lực cao, đáng chú ý nhất là Fatality (phanh thây).Những tranh cãi xung quanh Mortal Kombat phần nào đó đã dẫn đến việc tạo ra hệ thống xếp hạng trò chơi điện tử Entertainment Software Rating Board. Các trò chơi đầu tiên trong loạt cũng gây sự chú ý qua việc số hóa sprites thực tế và sử dụng rộng rãi việc hoán đổi bảng màu để tạo ra nhân vật mới. Sau khi Midway phá sản, nhóm phát triển Mortal Kombat đã được Warner Bros. Entertainment mua lại và tái lập thành NetherRealm Studios.

## Lối chơi

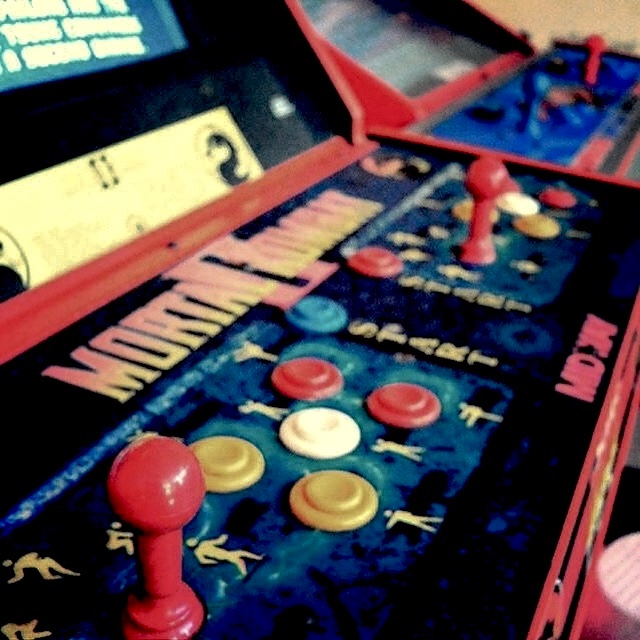
Một bàn game thùng arcade của Mortal Kombat II

Ba trò chơi gốc và các bản cập nhật của chúng, Mortal Kombat (1992), Mortal Kombat II (1993), Mortal Kombat 3 (1995), Ultimate Mortal Kombat 3 (1995), và Mortal Kombat Trilogy (1996), là trò chơi đối kháng 2D. Phiên bản tủ trò chơi arcade của hai bản đầu sử dụng cần điều khiển và năm nút: đấm cao, đấm thấp, đá cao, đá thấp và đỡ đòn; Mortal Kombat 3 và các bản cập nhật của nó đã thêm nút "chạy", là nút thứ sáu. Các nhân vật trong trò chơi Mortal Kombat đầu tiên hành động hầu như giống hệt nhau, sự khác biệt duy nhất là chính các bước di chuyển đặc biệt của họ.
Trong suốt thập niên 1990, nhà phát triển và nhà sản xuất Midway Games vẫn giữ các động tác chiến đấu theo kiểu nhất quán với bốn nút tấn công là tung ra cho một loạt các cú đấm, đá và đỡ khác nhau. Mortal Kombat: Deadly Alliance là trò chơi đầu tiên mà các nhân vật có thể di chuyển trong không gian ba chiều và Mortal Kombat 4 là trò chơi đầu tiên sử dụng đồ họa máy tính 3D. Từ Deadly Alliance đến Mortal Kombat: Deception, các nhân vật có ba kiểu chiến đấu cho mỗi nhân vật: hai kiểu không vũ trang và một kiểu có vũ khí. Trong khi hầu hết các kiểu đòn sử dụng trong loạt đều dựa trên võ thuật thực tế thì số còn lại hoàn toàn là hư cấu. Ví dụ, kiểu chiến đấu của Goro được thiết kế để tận dụng lợi thế cho việc anh ta vốn có tới bốn cánh tay. Đối với Armageddon, các kiểu chiến đấu đã được giảm xuống tối đa còn hai cho mỗi nhân vật (thường là chiến đấu tay đôi hoặc có vũ khí) lệ thuộc số lượng nhân vật có thể chơi được.
Mortal Kombat vs. DC Universe loại bỏ nhiều kiểu chiến đấu với hầu hết các nhân vật để tạo cho mỗi người có nhiều chiêu thức đặc biệt hơn Mortal Kombat năm 2011 quay trở lại phong cách đối kháng 2D trực diện duy nhất, mặc dù các nhân vật được kết xuất dưới dạng 3D; không giống như các MK trước đây, mỗi trong số bốn nút tấn công của bộ điều khiển tương ứng với một trong các chi của nhân vật, các nút trở thành đòn đấm trước, đấm sau, đá trước và đá sau ("front" là chi gần đối thủ hơn, và "back" là chi ở xa đối thủ hơn). Khái niệm này lấy cảm hứng từ Tekken.
Mortal Kombat: Deception và Mortal Kombat: Armageddon có tính năng "Konquest", một chế độ hành động phiêu lưu thế giới mở, góp phần mở rộng đáng kể nghiệm chơi đơn. Cả hai trò chơi cũng có các chế độ minigame riêng biệt như "Chess Kombat", một kiểu chơi hành động-chiến lược tương tự như Archon. Hai minigame có thưởng khác, "Puzzle Kombat" lấy cảm hứng từ Puzzle Fighter  và "Motor Kombat" lấy cảm hứng từ Mario Kart, có các phiên bản siêu biến dạng của nhân vật Mortal Kombat. Trò chơi cũng chứa nhiều nội dung có thể mở khóa và ẩn "gian lận".

### Đòn kết liễu
— Ono Yoshinori, nhà sản xuất của Street Fighter
Một trong những tính năng đáng chú ý nhất của loạt Mortal Kombat là những đòn kết liễu tàn bạo và ghê rợn, được biết đến với cái tên "Fatality". Các nhân vật chiến thắng kết thúc trận đấu bằng cách giết chết đối thủ đã bị đánh bại, lúc này đã hoàn toàn mất khả năng tự vệ. Thông thường Fatality là đặc trưng riêng của mỗi nhân vật, có một ngoại lệ là Mortal Kombat: Armageddon là đòn Kreate-A-Fatality, một tính năng cho phép người chơi thực hiện Fatality đặc trưng bằng cách thực hiện một loạt các động tác bạo lực chọn từ một nhóm chung cho tất cả nhân vật.

Đòn kết kiễu (Fatality) "Razor's Edge" của Kung Lao ra tay với Mileena trong Mortal Kombat (2011). Ed Boon của NetherRealm Studios đã mô tả đây có thể là động tác kết liễu có vẻ đau đớn nhất trong loạt

Các động tác kết liễu trong các game Mortal Kombat đôi khi khác nhau, như Animality (được giới thiệu trong Mortal Kombat 3), trong đó người chiến thắng sẽ biến thành một con thú để kết liễu đối thủ một cách thô bạo; Brutality (được giới thiệu trong Ultimate Mortal Kombat 3) là chiêu xé nát đối thủ thành nhiều mảnh bằng một loạt các cú đấm combo; và Stage Fatality/Death Traps (được giới thiệu trong bản gốc Pit Stage của Mortal Kombat , người chiến thắng có thể hạ gục đối thủ bằng một cú đấm móc văng ra khỏi sàn đấu xuống đám gai nhọn bên dưới, sau đó được chỉnh cho khó ra chiêu hơn trong Mortal Kombat II khi yêu cầu người chơi phải bấm liên tiếp một chuỗi nút dành riêng cho từng nhân vật) sử dụng các phần của một số giai đoạn nhất định để thực hiện động tác kết liễu gây chết người (chẳng hạn như một vũng axit). Mortal Kombat: Deception đã thêm Hara-Kiri, người thua sẽ tự thực hiện động tác tự sát, chiêu thức này bắt nguồn từ một trận chiến kịch tính trước đó giữa hai người chơi để xem liệu người chiến thắng có kịp kết liễu đối thủ của họ trước khi họ tự sát hay không.

Ngoài ra còn có hai động tác kết thúc không bạo lực được giới thiệu trong Mortal Kombat II như một màn đáp trả đối với sự phẫn nộ với nội dung bạo lực mà trò chơi đầu tiên đem lại. Chiêu thức Friendship là thể hiện tình bạn đối với kẻ địch thay vì tàn sát, và Babality, biến đối phương thành một đứa trẻ.

## Nội dung sơ lược
Theo cốt truyện trước đó thì dòng game diễn ra trong một vũ trụ hư cấu bao gồm mười tám vương quốc còn sót lại do các Cổ Thần (Elder God) tạo ra. Sách hướng dẫn Mortal Kombat: Deception mô tả sáu trong số các vương quốc: "Earthrealm", quê hương của những anh hùng huyền thoại như Liu Kang, Kung Lao, Sonya Blade, Johnny Cage và Jax Briggs, và cũng nằm dưới sự bảo hộ của Sấm Thần Raiden; Netherrealm, nơi sâu thẳm rực lửa khuất phục được tất cả trừ những kẻ hèn hạ nhất, vương quốc của ma quỷ và những chiến binh bóng tối như Quan Chi và Noob Saibot; "Outworld", một vương quốc luôn chìm trong xung đột, Hoàng đế Shao Kahn tuyên bố là của riêng ông; "Seido", hay Orderrealm Vương quốc của Trật tự, cư dân nơi đây tôn thờ sự trật tự và được ban phước; Hỗn mang quốc "Chaosrealm" thì ngược lại, cư dân không tuân theo bất kỳ quy tắc nào, tôn thờ sự hỗn loạn và thay đổi liên tục; cuối cùng là "Edenia", nổi tiếng với vẻ đẹp, toát ra tính nghệ thuật và sự trường tồn của cư dân." Các Cổ Thần ra lệnh rằng cư dân của một vương quốc chỉ có thể chinh phục một vương quốc khác sau khi đánh bại những chiến binh hộ quốc vĩ đại nhất của vương quốc đó trong mười giải đấu Mortal Kombat liên tiếp.
Mortal Kombat đầu tiên diễn ra ở Earthrealm (Trái đất), nơi bảy chiến binh cùng tham gia giải đấu vì những lý do khác nhau, với giải thưởng là sự tự do trường tồn của vương quốc họ, vốn đang bị Outworld đe dọa tiếp quản. Trong số các chiến binh có Liu Kang, Johnny Cage và Sonya Blade. Với sự giúp đỡ của Thần sét Raiden, các chiến binh Earthrealm đã chiến thắng và Liu Kang trở thành nhà vô địch mới của Mortal Kombat.
Trong Mortal Kombat II, vì không thể đối phó với ai nữa sau sự thất bại của tay sai Shang Tsung, Hoàng đế Outworld là Shao Kahn đã chiêu dụ các chiến binh Earthrealm đến Outworld, nhưng Liu Kang cuối cùng đã đánh bại Shao Kahn.
Vào thời Mortal Kombat 3, Shao Kahn đã hợp nhất Edenia với đế chế của hắn và hồi sinh nữ hoàng Sindel của Edenia ở Earthrealm, kết hợp nó với Outworld. Hắn cố gắng xâm lược Earthrealm, nhưng cuối cùng lại bị Liu Kang đánh bại một lần nữa. Sau thất bại của Kahn, Edenia được giải thoát khỏi sự kìm hãm của hắn và trở lại thành một vương quốc yên bình đưới thời Công chúa Kitana.
Ở Mortal Kombat 4, game kể về vị thần sa ngã Shinnok cố gắng chinh phục các cõi và giết Raiden. Tuy nhiên, hắn cũng bị Liu Kang đánh bại.
Trong Mortal Kombat: Deadly Alliance, các phù thủy độc ác Quan Chi và Shang Tsung hợp lực để chinh phục các cõi. Tới Mortal Kombat: Deception, sau vài trận chiến, các phù thủy chiến thắng sau khi đã giết chết hầu hết các chiến binh của Earthrealm, cho đến khi Raiden bước ra để chống lại chúng. Vua rồng Onaga được chiến binh Bò sát giải thoát vào cuối Mortal Kombat: Deadly Alliance đã lừa Shujinko tìm kiếm sáu mảnh Kamidogu, nguồn gốc sức mạnh của Onaga. Onaga đối đầu với liên minh của Raiden, Shang Tsung và Quan Chi để lấy bùa hộ mệnh của Quan Chi, mảnh ghép cuối cùng để đạt đỉnh quyền lực. Chỉ còn lại một số chiến binh dám chống lại Vua Rồng và lực lượng của hắn. Shujinko cuối cùng đã chiến thắng Onaga và loại bỏ mối đe dọa của hắn khỏi các vương quốc.
Trong Mortal Kombat: Armageddon, thảm họa thực thụ bắt đầu. Nhiều thế kỷ trước Mortal Kombat đầu tiên, Nữ hoàng Delia đã tiên đoán các vương quốc sẽ bị hủy diệt, do sức mạnh của tất cả các chiến binh của các vương quốc sẽ tăng lên đến mức áp đảo và làm mất đi sự cân bằng giữa các vương quốc, gây ra một chuỗi những sự kiện hủy diệt. Vua Argus đã ấp các con trai của mình là Taven và Daegon để một ngày nào đó họ có thể được đánh thức để cứu các vương quốc khỏi Armageddon bằng cách đánh bại một đốm lửa được gọi là Blaze. Tuy nhiên, cuối cùng, Shao Kahn là người đánh bại Blaze, gây ra Armageddon.
Bản giao nhau giữa Mortal Kombat vs. DC Universe không liên đới với các trò chơi khác. Sau thất bại đồng thời của cả Shao Kahn và lãnh chúa ngoài hành tinh Darkseid trong Vũ trụ DC, cả hai nhân vật phản diện hợp nhất thành thực thể "Dark Kahn", cả Mortal Kombat và Vũ trụ DC cũng bắt đầu gộp lại. Điều này dẫn đến việc các chiến binh và anh hùng bị lôi vào các cuộc xung đột sau khi hứng chịu những cơn thịnh nộ không thể kiểm soát. Các anh hùng và nhân vật phản diện của cả hai vũ trụ liên tục chiến đấu với nhau, tin rằng phe kia phải chịu trách nhiệm cho thảm họa, cho đến khi chỉ còn lại Raiden và Siêu nhân. Cả hai hợp sức đánh bại kẻ thù chung của họ là Dark Kahn. Sau thất bại của Dark Kahn, hai vương quốc tan rã, Shao Kahn và Darkseid bị mắc kẹt trong vũ trụ của nhau và đối mặt với sự giam cầm vĩnh viễn.
Trong bản Mortal Kombat khởi động lại, khi trận chiến Armageddon lên đến đỉnh điểm thì chỉ còn hai người sống sót: Shao Kahn và Raiden. Trên bờ vực của cái chết dưới tay Shao Kahn, Raiden đã gửi tầm nhìn về quá khứ của mình trong một nỗ lực cuối cùng để ngăn chặn kết quả này. Khi nhận được linh ảnh, Raiden trong quá khứ cố gắng thay đổi dòng thời gian để ngăn chặn Armageddon giữa giải đấu Mortal Kombat lần thứ mười. Trong khi ông thành công ngăn chặn chiến thắng của Shao Kahn với sự giúp đỡ từ các Cổ Thần, ông buộc phải giết Liu Kang để tự vệ và mất hầu hết các đồng minh của mình vào tay Nữ hoàng Sindel; khiến Earthrealm dễ dàng bị tấn công bởi âm mưu của Shinnok và Quan Chi.
Mortal Kombat X chứng kiến Shinnok và Quan Chi thực hiện kế hoạch của chúng, dẫn đầu một đội quân bao gồm xác sống của những người đã bị giết trong cuộc xâm lược Earthrealm của Shao Kahn. Một đội chiến binh dẫn đầu bởi Raiden, Johnny Cage, Kenshi Takahashi và Sonya Blade chống lại họ, và trong trận chiến sau đó, Shinnok bị giam giữ trong bùa hộ mệnh của hắn và nhiều chiến binh khác được hồi sinh và giải thoát khỏi sự kiểm soát của Shinnok, mặc dù Quan Chi đã trốn thoát. 25 năm sau, tên phù thủy tái xuất cùng với chiến binh côn trùng D'Vorah để tạo điều kiện cho Shinnok trở lại. Scorpion, nay được hồi sinh dưới thân phận khi xưa là Hanzo Hasashi đã giết Quan Chi để trả thù cho gia đình và hội Bạch Tĩnh Lưu (Shirai Ryu) của anh, nhưng không ngăn được anh ta giải thoát cho Shinnok. Để chống lại anh ta, Cassie Cage (con gái của Johnny Cage và Sonya Blade) lãnh đạo một đội bao gồm thế hệ anh hùng tiếp theo của Earthrealm đánh bại anh ta. Khi Shinnok và Quan Chi bị đánh bại, các tín đồ của Liu Kang và Kitana nắm quyền kiểm soát Netherrealm trong khi Raiden - nay đã trử thành Dark Raiden - quyết định dùng bùa hộ mệnh của Shinnok.
Mortal Kombat 11 giới thiệu Kẻ Kiến Tạo thời gian, đồng thời là mẹ của Shinnok, Kronika, đang cố gắng khởi động lại dòng thời gian sau thất bại của con trai bà và việc Raiden can thiệp vào việc của bà ta. Khi làm như vậy, bà ta đưa các phiên bản quá khứ của các anh hùng thuộc các cõi đến hiện tại, đồng thời với một số người trong khi những người còn lại cố gắng đánh bại mụ ta. Sau khi suýt giết Liu Kang lần thứ hai, Raiden phát hiện ra rằng Kronika đã điều khiển họ chiến đấu trên nhiều dòng thời gian khác nhau vì lo sợ sức mạnh tổng hợp của họ. Bất chấp sự can thiệp và tấn công của các tay sai, Raiden trao cho Liu Kang sức mạnh của mình, biến anh thành Lôi Hỏa chi Thần để anh ta có thể đánh bại Kronika và viết lại lịch sử.
Trong bản mở rộng của MK11, Aftermath, Liu Kang đã vô tình làm vỡ vương miện của Kronika - một vật phẩm cần thiết để khởi động lại dòng thời gian - trong trận chiến cuối cùng với mụ ta. Khi Kronika bị hạ, Shang Tsung, Fujin và Nightwolf được giải thoát khỏi hư không. Để lấy lại vương miện, Liu Kang đưa cả ba về quá khứ để lấy lại chiếc vương miện trước Centrion. Nhưng sau khi lấy được vương miện, Shang Tsung phản bội lại tất cả. Cuối cùng, người chơi có thể chọn số phận cuối cùng trong việc quyết định xem Tsung hay Lôi Hỏa chi Thần sẽ chiến thắng.
Bản reboot Mortal Kombat 1 kế tiếp lấy bối cảnh dòng thời gian mới của thần Liu Kang, lúc này đã tự giáng mình xuống thành á thần và bàn giao lại việc điều khiển đồng hồ cát cho Geras sau khi chắc chắn vũ trụ của mình thực sự yên bình. Tuy nhiên với sự xuất hiện của một đại dịch, sự tái hợp của Shang Tsung và Quan Chi và các bảo bối lẽ ra không nên xuất hiện, Liu Kang buộc lòng phải quay trở lại với vai trò Titan để chống lại Titan Shang Tsung ở phần trước. Bản mở rộng có sự xuất hiện của Titan Havik và binh đoàn hỗn mang của hắn.

## Nhân vật

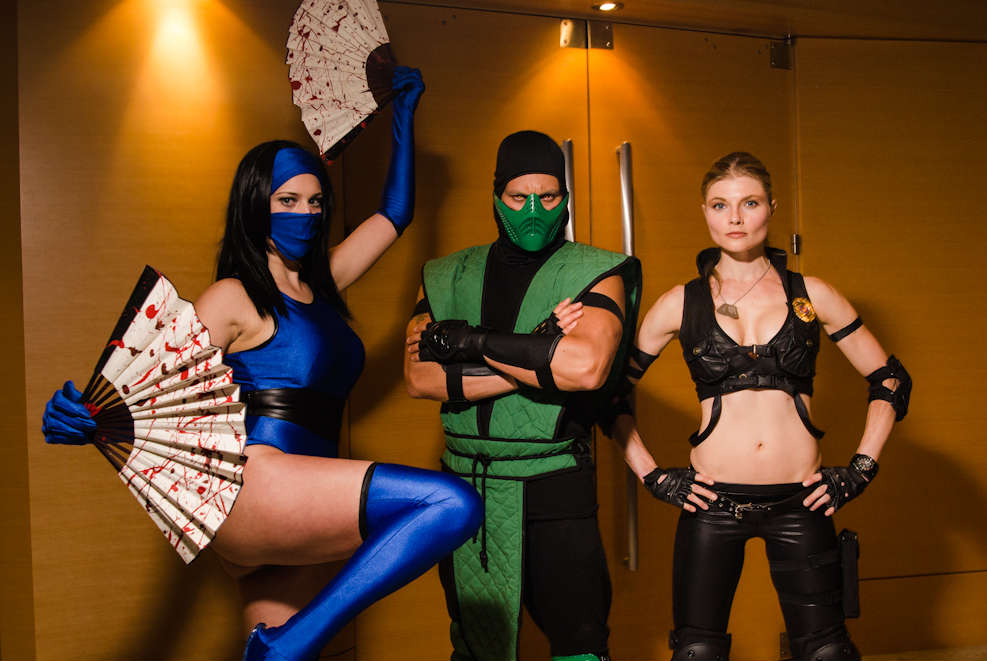
từ trái sang phải Cosplay của nhân vật Kitana, Reptile, và Sonya Blade tại Dragon Con 2012

Thông qua các lần lặp lại, loạt game có một số nhân vật người chơi mang nét đặc trưng, một số người trong đó trở thành trụ cột, chẳng hạn như Baraka, Cassie Cage, Cyrax, Ermac, Fujin, Goro, Jade, Jax, Johnny Cage, Kabal, Kano, Kenshi, Kintaro, Kitana, Kung Lao, Liu Kang, Mileena, Motaro, Nightwolf, Noob Saibot, Quan Chi, Raiden, Rain, Reptile, Scorpion, Sektor, Shang Tsung, Shao Kahn, Sheeva, Shinnok, Sindel, Skarlet, Smoke, Sonya Blade, Stryker, Sub-Zero và Tanya. Trong số đó có con người và cyborgs của Trái đất, các vị thần thiện và ác, và những cư dân của Outworld và các cõi khác.
Hơn nữa, bắt đầu với Mortal Kombat vs. DC Universe, có thêm một số anh hùng và nhân vật phản diện trong Vũ trụ DC, tất cả các trò chơi tiếp theo đều có sẵn các nhân vật khách mời như Freddy Krueger trong A Nightmare on Elm Street, Kratos trong God of War (độc quyền cho Play Station 3), Jason Voorhees trong Friday the 13th, Alien trong Alien, Leatherface trong Texas Chainsaw Massacre, Predator trong Predator, Terminator trong Terminator, RoboCop trong RoboCop , Spawn trong Image Comics, John Rambo trong Rambo và Joker trong DC Comics.
| 1992 | Mortal Kombat                       |
| 1993 | Mortal Kombat II                    |
| 1994 |                                     |
| 1995 | Mortal Kombat 3                     |
| 1995 | Ultimate Mortal Kombat 3            |
| 1996 | Mortal Kombat Trilogy               |
| 1997 | Mortal Kombat Mythologies: Sub-Zero |
| 1997 | Mortal Kombat 4                     |
| 1998 |                                     |
| 1999 | Mortal Kombat Gold                  |
| 2000 | Mortal Kombat: Special Forces       |
| 2001 | Mortal Kombat Advance               |
| 2002 | Mortal Kombat: Deadly Alliance      |
| 2003 | Mortal Kombat: Tournament Edition   |
| 2004 | Mortal Kombat: Deception            |
| 2005 | Mortal Kombat: Shaolin Monks        |
| 2006 | Mortal Kombat: Armageddon           |
| 2006 | Mortal Kombat: Unchained            |
| 2007 | Ultimate Mortal Kombat              |
| 2008 | Mortal Kombat vs. DC Universe       |
| 2009 |                                     |
| 2010 |                                     |
| 2011 | Mortal Kombat                       |
| 2011 | Mortal Kombat Arcade Kollection     |
| 2012 | Mortal Kombat: Komplete Edition     |
| 2013 |                                     |
| 2014 |                                     |
| 2015 | Mortal Kombat X                     |
| 2015 | Mortal Kombat Mobile                |
| 2016 | Mortal Kombat XL                    |
| 2017 |                                     |
| 2018 |                                     |
| 2019 | Mortal Kombat 11                    |
| 2020 | Mortal Kombat 11: Aftermath         |
| 2020 | Mortal Kombat 11: Ultimate          |
| 2021 |                                     |
| 2022 |                                     |
| 2023 | Mortal Kombat: Onslaught            |
| 2023 | Mortal Kombat 1                     |

## Trò chơi
| Tựa game                            | Phát hành | Hệ máy                 | Chuyển đổi                                 | Ghi chú |
| ----------------------------------- | --------- | ---------------------- | ------------------------------------------ | --- |
| Mortal Kombat                       | 1992      | Arcade                 | Nhiều hệ máy                               | Trò chơi Mortal Kombat gốc |
| Mortal Kombat II                    | 1993      | Arcade                 | Nhiều hệ máy                               | Trò chơi chính thứ hai. Phần tiếp theo của Mortal Kombat. |
| Mortal Kombat 3                     | 1995      | Arcade                 | Nhiều hệ máy                               | Trò chơi chính thứ ba. Phần tiếp theo của Mortal Kombat II. |
| Ultimate Mortal Kombat 3            | 1995      | Arcade                 | Nhiều hệ máy                               | Cập nhật của Mortal Kombat 3. |
| Mortal Kombat Trilogy               | 1996      | PS1, N64               | Saturn, Windows, Game.com, R-Zone          | Một trò chơi dựa trên engine MK3, kết hợp tất cả các nhân vật trong loạt cho đến thời điểm đó. |
| Mortal Kombat Mythologies: Sub-Zero | 1997      | PS1, N64               | —                                          | Game đầu tiên của ba trò spin-off. Một trò chơi phiêu lưu hành động với sự tham gia của Sub-Zero. Tiền truyện của Mortal Kombat đầu tiên.                                                                                    |
| Mortal Kombat 4                     | 1997      | Arcade                 | PS1, N64, Windows                          | Trò chơi chính thứ tư. Phần tiếp theo của Mortal Kombat 3. Trò chơi cuối cùng trên máy game thùng. |
| Mortal Kombat Gold                  | 1999      | Dreamcast              | —                                          | Bản cập nhật cho Mortal Kombat 4, chỉ dành cho console. |
| Mortal Kombat: Special Forces       | 2000      | PS1                    | —                                          | Game thứ hai trong ba trò spin-off. Một phần ngoại truyện phiêu lưu hành động với sự tham gia của Jax. Tiền truyện của Mortal Kombat đầu tiên.                                                                               |
| Mortal Kombat Advance               | 2001      | GBA                    | —                                          | Bản port của Ultimate Mortal Kombat 3. |
| Mortal Kombat: Deadly Alliance      | 2002      | PS2, Xbox, GCN         | GBA                                        | Trò chơi chính thứ năm. Phần tiếp theo củaMortal Kombat 4. |
| Mortal Kombat: Tournament Edition   | 2003      | GBA                    | —                                          | An update to Mortal Kombat: Deadly Alliance. |
| Mortal Kombat: Deception            | 2004      | PS2, Xbox, GCN         | —                                          | Trò chơi chính thứ sáu. Phần tiếp theo của Deadly Alliance. |
| Mortal Kombat: Shaolin Monks        | 2005      | PS2, Xbox              | —                                          | Game thứ ba trong số ba trò spin-off. Một phần ngoại truyện phiêu lưu hành động với sự tham gia của Liu Kang và Kung Lao, được đặt trong một dòng thời gian thay thế giữa Mortal Kombat và Mortal Kombat II.                 |
| Mortal Kombat: Armageddon           | 2006      | PS2, Xbox              | Wii (2007)                                 | Trò chơi chính thứ bảy. Phần tiếp theo của Deception, và game cuối cùng của loạt gốc. |
| Mortal Kombat: Unchained            | 2006      | PSP                    | —                                          | Bản port của Deception. |
| Ultimate Mortal Kombat              | 2007      | NDS                    | —                                          | Bản port khác củaUltimate Mortal Kombat 3. |
| Mortal Kombat vs. DC Universe       | 2008      | PS3, Xbox 360          | —                                          | Phần chính thứ tám. Tựa game chéo không hợp quy, được đặt trong dòng thời gian thay thế giữa Mortal Kombat II và Mortal Kombat 3.                                                                                            |
| Mortal Kombat                       | 2011      | PS3, Xbox 360          | PS Vita (2012), Windows (2013)             | Phần chính thứ chín. Khởi động lại cốt truyện kết hợp các âm mưu từ bản gốc Mortal Kombat, Mortal Kombat II, và Mortal Kombat 3. Phiên bản Windows được phát hành là Mortal Kombat: Komplete Edition chứa tất cả DLC.        |
| Mortal Kombat Arcade Kollection     | 2011      | PS3, Xbox 360          | Windows (2012)                             | Tổng hợp bản port của Mortal Kombat, Mortal Kombat II và Ultimate Mortal Kombat 3. |
| Mortal Kombat X                     | 2015      | PS4, Xbox One, Windows | Android, iOS                               | Phần chính thứ mười. Phần tiếp theo của Mortal Kombat năm 2011. Một phiên bản nâng cấp chứa tất cả các DLC được phát hành dưới tên Mortal Kombat XL.                                                                         |
| Mortal Kombat 11                    | 2019      | PS4, Xbox One, Windows | Switch, PS5 (2020), Xbox Series X/S (2020) | Phần chính thứ mười một. Phần tiếp theo của Mortal Kombat X. Bản mở rộng có tên Mortal Kombat 11: Aftermath phát hành năm 2020. Một phiên bản nâng cao phát hành với tên Mortal Kombat 11: Ultimate Edition chứa tất cả DLC. |

## Tác phẩm truyền thông khác

### Phim

#### Phim người đóng
| Nhân vật trong loạt MK | Phim                                                    | Phim                            | Phim                                      |
| Nhân vật trong loạt MK | Mortal Kombat                                           | Mortal Kombat: Annihilation     | Mortal Kombat                             |
| Nhân vật trong loạt MK | 1995                                                    | 1997                            | 2021                                      |
| ---------------------- | ------------------------------------------------------- | ------------------------------- | ----------------------------------------- |
| Raiden                 | Christopher Lambert                                     | James Remar                     | Tadanobu Asano                            |
| Liu Kang               | Robin Shou                                              | Robin Shou                      | Ludi Lin                                  |
| Johnny Cage            | Linden Ashby                                            | Chris Conrad                    |                                           |
| Shang Tsung            | Cary-Hiroyuki Tagawa                                    |                                 | Chin Han                                  |
| Sonya Blade            | Bridgette Wilson                                        | Sandra Hess                     | Jessica McNamee                           |
| Kitana                 | Talisa Soto                                             | Talisa Soto                     |                                           |
| Kano                   | Trevor Goddard                                          |                                 | Josh Lawson                               |
| Scorpion               | Chris Casamassa (lồng tiếng Ed Boon)                    | J.J. Perry (lồng tiếng Ed Boon) | Hiroyuki Sanada                           |
| Sub-Zero               | François Petit                                          | Keith Cooke                     | Joe Taslim                                |
| Reptile                | Keith Cooke (lồng tiếng Frank Welker)                   |                                 | CGI                                       |
| Goro                   | Tom Woodruff, Jr. (lồng tiếng Kevin Michael Richardson) |                                 | CGI (lồng tiếng Angus Sampson)            |
| Jax                    |                                                         | Lynn Red Williams               | Mehcad Brooks                             |
| Shao Kahn              |                                                         | Brian Thompson                  |                                           |
| Shinnok                |                                                         | Reiner Schöne                   |                                           |
| Sindel                 |                                                         | Musetta Vander                  |                                           |
| Jade                   |                                                         | Irina Pantaeva                  |                                           |
| Motaro                 |                                                         | Deron McBee                     |                                           |
| Sheeva                 |                                                         | Marjean Holden                  |                                           |
| Nightwolf              |                                                         | Litefoot                        |                                           |
| Ermac                  |                                                         | John Medlen                     |                                           |
| Cyrax                  |                                                         | J.J. Perry                      |                                           |
| Noob Saibot            |                                                         | J.J. Perry                      |                                           |
| Rain                   |                                                         | Tyrone Wiggins                  |                                           |
| Baraka                 |                                                         | Dennis Keiffer                  |                                           |
| Smoke                  |                                                         | Ridley Tsui                     |                                           |
| Mileena                |                                                         | Dana Hee                        | Sisi Stringer                             |
| Cole Young *           |                                                         |                                 | Lewis Tan                                 |
| Kung Lao               |                                                         |                                 | Max Huang                                 |
| Kabal                  |                                                         |                                 | Daniel Nelson (lồng tiếng Damon Herriman) |
| Reiko                  |                                                         |                                 | Nathan Jones                              |
| Nitara                 |                                                         |                                 | Mel Jarnson                               |

- Cole Young được giới thiệu là nhân vật chính của phim năm 2021 và chưa xuất hiện trong trò chơi Mortal Kombat vào thời điểm đó.

### Truyền hình
Một loạt phim hoạt hình có tiêu đề Mortal Kombat: Defenders of the Realm phát hành năm 1996, chỉ phát sóng một mùa.

### Chương trình sân khấu
Một chương trình sân khấu có tên Mortal Kombat: Live Tour đã khởi động vào cuối năm 1995, mở rộng đến năm 1996, chương trình giới thiệu các nhân vật Mortal Kombat trong một màn trình diễn trên sân khấu.

### Trò chơi sưu tầm thẻ bài
Brady Games sản xuất trò chơi thẻ bài sưu tầm Mortal Kombat Kard Game năm 1996. Trò chơi thẻ bài sưu tầm Epic Battles  năm 2005 của Score Entertainment cũng sử dụng một số nhân vật Mortal Kombat.

## Tiếp nhận
| Trò chơi                            | GameRankings                                                     | Metacritic                          |
| ----------------------------------- | ---------------------------------------------------------------- | ----------------------------------- |
| Mortal Kombat                       | (GEN) 84.17% (SNES) 83.33% (SCD) 60.00% (GB) 42.17%              | –                                   |
| Mortal Kombat II                    | (SNES) 85.87% (GEN) 85.62% (PS3) 68.40% (GB) 64.50% (SAT) 57.50% | (PS3) 72                            |
| Mortal Kombat 3                     | (SNES) 80.23% (GEN) 76.67% (PS1) 70.33%                          | –                                   |
| Mortal Kombat Mythologies: Sub-Zero | (PS1) 53.20% (N64) 44.84%                                        | –                                   |
| Mortal Kombat 4                     | (N64) 76.07% (PS1) 75.75% (PC) 72.14% (DC) 54.97% (GBC) 46.00%   | –                                   |
| Mortal Kombat: Special Forces       | (PS1) 40.23%                                                     | (PS1) 28                            |
| Mortal Kombat: Deadly Alliance      | (GBA) 84.63% (Xbox) 82.68% (PS2) 81.99% (GC) 81.82%              | (GBA) 81 (Xbox) 81 (GC) 81 (PS2) 79 |
| Mortal Kombat: Deception            | (PS2) 82.00% (Xbox) 81.31% (GC) 77.43% (PSP) 70.88%              | (PS2) 81 (Xbox) 81 (GC) 77 (PSP) 70 |
| Mortal Kombat: Shaolin Monks        | (Xbox) 80.64% (PS2) 78.70%                                       | (Xbox) 78 (PS2) 77                  |
| Mortal Kombat: Armageddon           | (Xbox) 77.39% (PS2) 75.33% (Wii) 72.49%                          | (Xbox) 77 (PS2) 75 (Wii) 71         |
| Mortal Kombat vs. DC Universe       | (PS3) 77.87% (X360) 74.55%                                       | (PS3) 76 (X360) 72                  |
| Mortal Kombat (2011)                | (Vita) 87.31% (PS3) 86.09% (X360) 85.67%                         | (X360) 86 (Vita) 85 (PS3) 84        |
| Mortal Kombat X                     | (XONE) 85.97% (PS4) 84.18% (PC) 75.20%                           | (XONE) 86 (PS4) 83 (PC) 76          |
| Mortal Kombat 11                    | -                                                                | (PS4) 82 (XONE) 86 (PC) 82 (NS) 78  |